# Tetranchyroderma insulare
Tetranchyroderma insulare är en djurart som tillhör fylumet bukhårsdjur, och som beskrevs av Balsamo, Fregni och Ezio Tongiorgi 1994. Tetranchyroderma insulare ingår i släktet Tetranchyroderma och familjen Thaumastodermatidae. Inga underarter finns listade i Catalogue of Life.